# Kumulus mediocris
Kumulus mediocris je oblak tipa kumulus skromnega vertikalnega razvoja. Grba ali izrastki na zgornjem delu oblaka niso zelo izraziti. Ima lahko skromen izgled podoben cvetači. Ta oblak ne prinaša padavin, ampak pogosto se razvije v kumulus congestus in kumulonimbus. 
Kumulus mediocris se razvije iz oblaka kumulus humilis in se običajno tvori spomladi, ko sonce ogreva zemeljsko površje. 